# Parlamentswahl in Ägypten 1990
Vorgezogene Parlamentswahlen wurden in Ägypten am 29. November 1990 abgehalten, mit einer zweiten runde für 261 Sitze am 6. Dezember.
Sie folgten einem Referendum im Oktober über die vorzeitige Auflösung des ägyptischen Parlaments aufgrund von Belangen um die Legalität der Parlamentswahl 1987. Allerdings wurden die Wahlen dennoch von der Sozialistischen Arbeitspartei, der Sozialistischen Liberalen Partei und der Neuen Wafd-Partei boykottiert, welche behaupteten, dass das reformierte Wahlgesetz es verfehlen könnte, freien Wahlen zu gewährleisten.
Das Ergebnis war ein Sieg für die regierende Nationaldemokratische Partei (NDP), welche insgesamt 348 der 444 Sitze gewann. Allerdings waren 56 der 83 unabhängigen Kandidaten mit der NDP verbunden, während 14 mit der Neuen Wafd-Partei, 8 mit der Sozialistischen Arbeitspartei und einer mit Sozialistischen Liberalen Partei verbunden waren. Die Wahlbeteiligung lag bei 44,2 %, allerdings wurden vor der Wahl noch damit gerechnet, dass sie nur bei 20 bis 30 %5 liegen könnte. Iinsgesamt wählten 7,253.168 Menschen, davon waren 350.186 ungültige oder leere Stimmzettel.

## Ergebnisse
| Partei                                    | Anteil | Sitze | +/- |
| ----------------------------------------- | ------ | ----- | --- |
| Nationaldemokratische Partei              | 76,7 % | 348   | −11 |
| Unabhängige                               | 18,3 % | 83    | +75 |
| National-Progressive Unionistische Partei | 1,3 %  | 6     | +6  |
| Grüne Partei                              | 0 %    | 0     | Neu |
| Umma-Partei                               | 0 %    | 0     | 0   |
| Vakant gebliebene Sitze                   | 1,5 %  | 7     | -   |
| Präsidentiell Ernannte                    | 2,2 %  | 10    | 0   |
| Gesamt                                    | 100 %  | 454   | -4  |